# Archboldiodendron
Archboldiodendron, monotipski biljni rod u redu vrjesolike uključivan u porodicu Theaceae i Pentaphylacaceae. Jedina vrsta A. calosericeum nekada je uključivana u rod Adinandra. 
Postoje barem dvije podvrste, a raširena je po Novoj Gvineji

## Podvrste
1. Archboldiodendron calosericeum subsp. kaindiensis W.R.Barker
2. Archboldiodendron calosericeum subsp. merrillianum (Kobuski) W.R.Barker

## Sinonimi
- Adinandra calosericea Diels